# Ким Саккат
Ким Саккат, Саткат(13 марта 1807 — 29 марта 1864, село Тонбок, Чолладо) — корейский поэт-сатирик. Настоящее имя — Ким Бён Ён (кор. 김병연). Псевдонимы — Нанго, Ким Ип.

## Биография
Саккат, как в корейском, так и в китайском написании — остроконечная бамбуковая шляпа скорбящего, в которой бродил поэт.
Ким Саккат родился в Андоне, Хамгёндо, происходил из обедневшей янбанской семьи, лишённой за оппозиционность поместий и сословных преимуществ. Его дед Ким Иксун принимал участие в восстании 1811—1812 гг. против королевской власти Чосон и по закону за предательство все родственники понесли наказание, самым суровым из которых была казнь деда. Ким Саккат рос без отца, и мать скрывшись с детьми в отдалённой деревне, скрывала от него правду. В 20 лет он сдавал экзамен для того, чтобы стать чиновником, и по иронии судьбы получил задание поэтически описать события, в которых участвовал его предок. В итоге он занял первое место со своей поэмой, высмеивающей Ким Иксуна. Мать открыла сыну историю их семьи. К тому времени он был женат и имел двух сыновей. В двадцатилетнем возрасте Ким Саккат стал «странствующим поэтом», зарабатывающим на ужин и ночлег сочинением стихов.

## Творчество
Стихи отмечены, гуманизмом, оптимизмом, эксцентричным юмором и острыми простонародными выражениями (стихотворения «Блоха», «Пересуды янбанов», «Собака», «Янбанский сынок», «Ленивый гость», «Нищета»). Писал пейзажную лирику («Алмазные горы», «Белая чайка»), и размышления о жизни («Старик», «Тень», «У калитки негостеприимного хозяина», «Печаль», «Сокол»). Виртуозно владел метрикой стиха, лексикой и, в частности, каламбуром когда китайские слова читаются как корейские. Его поэзия была популярна как среди образованной части общества, так и у простого народа. Начинающие поэты пытались подражать ему, а некоторые даже выдавали свои сочинения за творения Ким Сакката. Стихи его распространялись в рукописях, они были опубликованы лишь много лет спустя после смерти, когда Ким Саккат был удостоен официального признания. В 1930-х стихи, приписываемые Саккату, собирал Ли-Унсу.
В 1992 году Ли Мунёль написал роман «Поэт» на основе жизни Ким Сакката.
На лодку легкую похожую,

Надел я шляпу из соломы

И с нею, как с подругой верной,

Брожу по свету сорок лет.

  ............

В такой же шляпе, набок сдвинутой,

Пасет крестьянский мальчик стадо,

И в старости, склонившись к удочкам,

Он с нею вместе над рекой.

(Перевод П. А. Пак Ида, А. Жовтиса)